# Diaptomus spinicornis
Diaptomus spinicornis är en kräftdjursart som beskrevs av S.F. Light. Diaptomus spinicornis ingår i släktet Diaptomus och familjen Diaptomidae. Inga underarter finns listade i Catalogue of Life.